# Franco Salina
Franco Salina (Milano, 1922 – 7 novembre 1996) è stato un compositore, direttore d'orchestra e arrangiatore italiano.

## Biografia
Inizia l'attività di compositore di canzoni dopo la laurea in Economia e Commercio, avendo studiato pianoforte e violino, scrivendo vari brani di successo tra cui Ogni sera finisce un amore e A spasso per la città. 
Nel 1957 partecipa con Raggio nella nebbia (con testo di Mario Pagano), interpretata da Fiorella Bini con il Duo Fasano, in abbinamento con Jula de Palma e il Poker di Voci, al Festival di Sanremo 1957; il brano verrà reinciso da molti artisti tra cui Natalino Otto, il Quartetto Cetra e Gloria Christian.
A partire dal decennio successivo si dedica alla composizione di colonne sonore, per lo più di pellicole gialle all'italiana o decamerotiche. In Sollazzevoli storie di mogli gaudenti e mariti penitenti - Decameron nº 69 viene ricordata la canzone da osteria “Padre, padre, padre superiore / i nostri cuori difendi dal peccato…” che accompagna molte scene del film.
Non abbandona la musica leggera, continuando a scrivere canzoni, tra cui L'amore non ha età per Renata Pacini e Stanotte il mare per Marilù.
Ha lavorato anche per la pubblicità e per documentari divulgativi.

## Filmografia

### Cinema
- Io uccido, tu uccidi, regia di Gianni Puccini (1965)
- Mano di velluto, regia di Ettore Fecchi (1966)
- Spiaggia libera, regia di Marino Girolami (1966)
- I cinque della vendetta, regia di Aldo Florio (1966)
- Tutto sul rosso, regia di Aldo Florio (1968)
- 36 ore all'inferno, regia di Roberto Bianchi Montero (1969)
- I Leopardi di Churchill, regia di Maurizio Pradeaux (1970)
- Sollazzevoli storie di mogli gaudenti e mariti penitenti - Decameron nº 69, regia di Joe D'Amato (1972)
- Novelle licenziose di vergini vogliose, regia di Joe D'Amato (1973)

## Discografia parziale

### EP
- 1966 – I cinque della vendetta (Diapason, ED 00103/4)